# 雁平道
雁平道，位于今山西的清朝时设置的道。

## 历史沿革
- 清康熙十年置分守雁平道，驻代州，辖大同府、宁武府、朔平府及忻州、代州、保德州。
- 民国元年（1912）废。